# Camorra
Als Camorra, auch bekannt als Bella Società Riformata, Società dell’Umirtà, Onorata Società oder Il Sistema, werden organisierte kriminelle italienische Familienclans in Neapel und der Region Kampanien bezeichnet. Die Camorra ist eine der ältesten und größten kriminellen Organisationen in Italien und besteht seit dem 16. Jahrhundert. Im Gegensatz zur sizilianischen Cosa Nostra und der kalabrischen ’Ndrangheta mit ihrem überwiegend ländlichen Operationsfeld agiert die Camorra vorwiegend von Neapel und dem Umland aus. Die Camorra besteht aus autonomen Clans und ist daher auch nicht wie die Cosa Nostra vertikal, sondern horizontal organisiert. Zulauf erhält die Camorra vor allem aufgrund der – besonders unter Jugendlichen – hohen Arbeitslosigkeit. Sie bietet ihnen (statistisch nicht erfasste) Arbeit an; überhaupt ist die Schattenwirtschaft eine bedeutende ökonomische Kraft der Stadt.

## Organisation

### Ursprünge

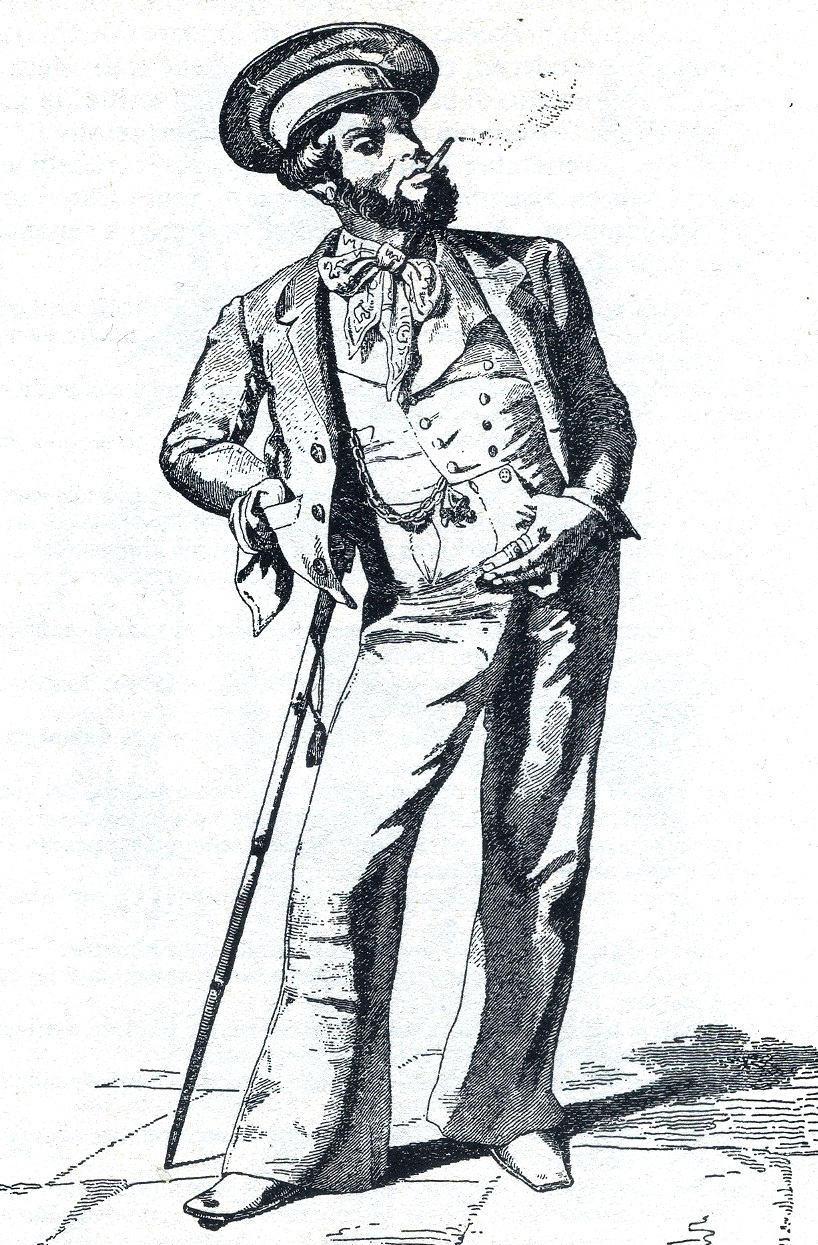
Ein Guappo in typischer Erscheinung, Ende des 19. Jahrhunderts

Die Ursprünge der Camorra sind bis heute nicht ganz klar. Man nahm bisher an, dass sie seit dem 16. Jahrhundert als direkter Nachkomme einer spanischen Geheimgesellschaft namens „Garduña“ zurückreichen, welche im Jahr 1417 gegründet wurde.
Jüngste historische Forschungen in Spanien legen jedoch nahe, dass die Garduña nie wirklich existierte und nur auf einem fiktiven Buch aus dem 19. Jahrhundert basieren würde.
Die Herkunft des Wortes „Camorra“ ist unklar, es gibt jedoch zahlreiche Theorien. Die erste offizielle Verwendung des Wortes soll aus dem Jahre 1735 stammen, als eine königliche Verfügung die Einrichtung von acht Spielhöllen in Neapel zuließ. In dem besagten offiziellen Dokument ist die Rede von Camorra avanti palazzo, damit meinte man eine Spielhölle in der Nähe eines Palasts. Daher ist das Wort nahezu zweifellos eine Mischung aus „Capo“ (Chef) und einem neapolitanischen Straßenspiel namens „Morra“. Sprich: capo-morra, abgekürzt ca‘ morra.
Möglicherweise leitet es sich auch von einem nach Neapel geflohenen und dort inhaftierten spanischen Verbrecher namens Gamur her. Die gamurri waren kastilische Banditen. Das spanische Wort kamora bedeutet Protest und Schlägerei. Im Altneapolitanischen bezeichnete der Begriff camurra (auch: gamurra oder gammurra) ein mittelalterliches Frauengewand (ähnlich der gamurra im Toskanischen Dialekt). Camorristi wären dann Blusenträger (ein anderer Begriff für das Proletariat). Die spätere chamarra (auch gomurra) war ein weites, langes Gewand der Spanier.
Synonyme für Camorra waren La Società dell’Umirtà, Onorata Società und Bella Società Riformata. Nach dem Schriftsteller und Camorra-Experten Roberto Saviano spricht man in Neapel heute nicht mehr von der Camorra, sondern von il sistema (das System).

„Dissi di una simil setta. La camorra infatti, nel significato generale del vocabolo, designa ben altro che l’associazione […] Il vocabolo si applica a tutti gli abusi di forza o di influenza.

Far la camorra, nel linguaggio ordinario, significa prelevar un diritto arbitrario e fraudolento.“

„Ich erzählte von einem solchen Geheimbund. Tatsächlich bezeichnet die Bezeichnung Camorra in der allgemeinen Bedeutung des Wortes viel mehr als nur die Vereinigung […] Das Wort gilt für jeden Missbrauch von Gewalt oder Einflussnahme.
„Far la camorra“ bedeutet in der Umgangssprache, ein willkürliches und betrügerisches Recht wegzunehmen.“

### Beschäftigungsfelder
Die Camorra operiert in der gesamten Europäischen Union mit Drogenhandel, Waffenhandel, Produktpiraterie von Luxusgütern, illegaler Müllentsorgung und Schutzgelderpressung. Mit Hilfe von Korruption und Erpressung erlangte sie Großaufträge im Baugewerbe. Weiterhin investiert die Camorra in hohem Maße in die Herstellung von Designermode und Zement. Schutzgelder werden in camorrakontrollierten Betrieben gewaschen und legal in den europäischen Großstädten reinvestiert.
Wie die Cosa Nostra, ’Ndrangheta und andere Gruppierungen der Organisierten Kriminalität hat auch die Camorra längst ihre regionale Herrschaftszone verlassen und ihre Verbrechen auf andere Länder der EU und darüber hinaus ausgeweitet. Roberto Saviano hält kriminelle Organisationen sogar für den Inbegriff von Internationalismus, da diese Syndikate mit modernsten Mitteln operieren und sich überdies untereinander verheiraten wie einst der europäische Hochadel. Als Beispiele führt er an:
- „Im schottischen Aberdeen investiert der Clan La Torre in den Tourismus.“
- „Francesco Schiavone, genannt ‚Cicciariello‘, wurde in Polen verhaftet und investierte auch in Rumänien.“
- „Vincenzo Mazzarella wurde in Paris verhaftet, wo er mit den afrikanischen Kartellen mit Diamanten handelte.“
- „In Nizza gibt es Investitionen in Immobilien.“[13]
- Die kampanische Kleinstadt Castel Volturno in der Provinz Caserta bei Neapel soll ausländischen Clans „komplett […] überlassen“ worden sein, nämlich „Clans aus Lagos und Benin City“, zum Zwecke des Kokainhandels und für den Transit von Prostituierten nach ganz Europa.[13]
- Die deutsche Hafenstadt Rostock spiele 2008 eine Schlüsselrolle im internationalen Kokainhandel. Die Camorra baue für den Kokainschmuggel speziell konstruierte Schiffe mit doppelten Wänden. Das Kokain sei nur über eine komplette Schiffsdemontage zugänglich, doch die enorme Gewinnspanne beim Kokainhandel erlaube den Verlust eines ganzen Handelsschiffes.[14]
- In vielen deutschen Großstädten (Stuttgart, Leipzig, München, Frankfurt am Main) hätten alle Clans der Camorra ihre Vertretungen; vor allem in der ehemaligen DDR seien bestimmte Wirtschaftsbereiche wie Tourismus, Bauindustrie, Transportwesen und Textilindustrie unterwandert.[15]
- Der deutsche Geheimdienst (vermutlich: BfV) soll ebenfalls schon von Camorra-Informanten infiltriert sein.[10]
- Saviano sieht die Unternehmen an der Costa del Sol mittlerweile weitgehend unter der Kontrolle der Camorristi des Casalesi Clans. Dort werde neben dem Rauschgifthandel (Kokain) vor allem Geldwäsche über das Baugewerbe betrieben.[16][17] Die Camorristi nennen die Costa del Sol bereits „costa nostra“ (= unsere Küste).[18] Saviano führt die Ignoranz spanischer Politiker gegenüber der Camorra zurück auf „eine stillschweigende Übereinkunft, nach der die Kriminellen aus Neapel ihre Geschäfte machen dürfen, solange sie keine militärischen Aktionen provozieren.“[16] Siehe auch: Costa del Sol–Kriminalität

Saviano folgert aus dieser bislang ungestörten Expansion: „Für die Camorra ist die Welt eine Art Brettspiel, wo einzelne Familien bestimmte Gebiete einfach in Besitz nehmen.“ Nur eine Kooperation auf europäischer Ebene könnte der organisierten Wirtschaftskriminalität noch Einhalt gebieten. Ein erster notwendiger Schritt dazu sei die Einführung der „Mafia als Straftatbestand“ in der EU, der 2007 ausschließlich in Italien Geltung hatte.
- Nach einer Untersuchung von Confesercenti, dem zweitgrößten italienischen Handels- und Unternehmerverband, vom 22. Oktober 2007 im Corriere della Sera, werden in Neapel die Fischerei, die Milchproduktion, der Kaffeehandel und 2500 Bäckereien nahezu vollständig von der Camorra kontrolliert.[20]

Laut einer Studie von Eurispes sei der Umsatz der Camorra halbjährlich in etwa wie folgt:
| illegale Aktivitäten          | Wert         |
| ----------------------------- | ------------ |
| Drogenhandel                  | 7.230 Mio. € |
| Vergabe öffentlicher Aufträge | 2.582 Mio. € |
| Waffenhandel                  | 2.066 Mio. € |
| Prostitution                  | 258 Mio. €   |
| Erpressungen und Wucher       | 362 Mio. €   |

Der Gesamtumsatz der neapolitanischen Familien wird somit halbjährlich auf rund zwölf Milliarden Euro geschätzt.

### Struktur und Regeln
Bei jedem bisherigen Versuch, die Camorra mit einer vertikalen hierarchischen Struktur zu reorganisieren, wurde als Modell die Struktur der Cosa Nostra genommen. Solche Versuche sind jedoch immer aufgrund der Haltung der Köpfe verschiedener Familien fehlgeschlagen. Aus diesem Grund ist es auch unangemessen, von der Camorra als einheitliches und organisches kriminelles Phänomen zu sprechen. Ausnahmen sind einige bestimmte Anzeichen von Allianzen wie die des Casalesi Clan mit einer Top-Down-Struktur von einem Dutzend Banden dreier Familien (Schiavone, Bidognetti, Zagaria-Iovine), auch als Alleanza di Secondigliano (Allianz von Secondigliano) bekannt.
Seit 1820 hat sich die Camorra wiederholt eigene Statuten gegeben, die sogenannten frieni. Einige Beispiele:
- Artikel 1: Die Ehrbare Gesellschaft des Schweigens, mit anderem Namen „Schöne Reformierte Gesellschaft der Camorra“, schließt alle beherzten Männer zusammen, auf dass sie sich unter besonderen Umständen in moralischer und materieller Hinsicht helfen können.
- Artikel 10: Ihre Mitglieder erkennen außer Gott, den Heiligen und den Oberhäuptern der Gesellschaft keine weltliche oder geistliche Autorität an.
- Artikel 24: Die eingetriebenen Gelder sind an die Oberhäupter der Gesellschaft abzuführen. Ein Viertel davon steht dem Großmeister zu, der Rest geht in die gemeinsame Kasse der Gesellschaft und wird auf das gewissenhafteste unter den aktiven, den arbeitsunfähigen und denjenigen Mitgliedern verteilt, welche die Laune der Regierung ins Gefängnis gebracht hat.

### Camorra-Clans

#### Italien
Die ganze Region in und um Neapel wurde von der Camorra schon Mitte des 19. Jahrhunderts in zwölf Zonen eingeteilt, welche meist von mehreren Clans beherrscht werden: Zu den dominierenden Clans gehört die sogenannte Alleanza di Secondigliano, die vor allem von den Clans Licciardi, Di Lauro und Contini-Bosti repräsentiert wird.
Trotz ihrer Herkunft hat die Camorra auch Dependancen in anderen italienischen Regionen wie der Lombardei, Piemont und der Emilia-Romagna.
- Abate Clan – ist in der Gegend östlich von Neapel tätig, genauer gesagt im Bereich der Gemeinde San Giorgio a Cremano.
- Abbinante Clan – ist im Norden von Neapel tätig, genauer gesagt im Bereich der Gemeinde Marano di Napoli.
- Alfieri Clan – im Nordosten von Neapel tätig, genauer gesagt im Bereich der Gemeinden Saviano und Nola.
- Amato-Pagano Clan
- Aprea Clan – hauptsächlich im Stadtteil Barra von Neapel tätig.
- Ascione Clan – ist im Bereich des Ortes Ercolano, westlich des Vesuv tätig.
- Belforte/Mazzacane Clan – in den westlichen Vororten von Caserta tätig, genauer gesagt in den Gemeinden von Marcianise und San Nicola la Strada.
- Bernardo Clan – im Westen von Neapel tätig, genauer gesagt in den Stadtteilen Bagnoli, Fuorigrotta und Soccavo.
- Birra Clan
- Caiazzo Clan – hauptsächlich im Stadtteil Vomero von Neapel tätig.
- Casalesi Clan – aus Casal di Principe aus der Provinz Caserta, von Neapel bis Latium aktiv.
- Cava Clan – ist im Bereich der Gemeinde Quindici aus der Provinz Avellino tätig.
- Celeste Clan – hauptsächlich im Stadtteil Barra von Neapel tätig.
- Cimmino Clan – hauptsächlich im Stadtteil Vomero von Neapel tätig.
- Contini Clan – in der Stadt Neapel tätig und insbesondere im Bereich des Hauptbahnhofs von Neapel.
- Cutolo-Perrella Clan
- D’Alessandro Clan – im Süden des Stadtgebiets von Neapel tätig, sowie in der Hafenstadt Castellammare di Stabia.
- De Luca Bossa Clan – in den östlichen Vororten von Neapel tätig, genauer gesagt in der Gemeinde Cercola von Ponticelli.
- Di Biase/i Faiano Clan – in den Quartieri Spagnoli im historischen Zentrum Neapels aktiv.
- Di Lauro Clan – in den Vierteln Secondigliano, Scampia, Miano, Marianella, Piscinola und den Gemeinden Casavatore, Melito di Napoli, Arzano, Villaricca und Mugnano di Napoli tätig.
- Donia Clan
- Elia Clan
- Epifanio Clan
- Esposito Clan
- Fabbrocino Clan – im Nordosten von Neapel tätig, genauer gesagt im Bereich der Gemeinde Nola.
- Farina Clan – hauptsächlich in Caserta aktiv
- Ferretti Clan
- Frizziero Clan
- Galasso Clan – im östlichen Stadtrand von Neapel bis Salerno tätig. Die Hochburg des Clans befindet sich in der Gemeinde Angri sowie den angrenzenden Gebieten der Amalfi-Küste.[30]
- Gionta Clan – am südlichen Stadtrand von Neapel tätig, genauer gesagt in der Gemeinde Torre Annunziata.
- Giuliano Clan – ist aktiv in den zentralen Bereichen der Stadt Neapel, von dem Bereich Forcella bis Maddalena.
- Graziano Clan
- Grimaldi Clan
- Iacomino Clan
- La Torre Clan – hauptsächlich in der Provinz Caserta aktiv.
- Lago Clan – im westlichen Stadtgebiet von Neapel tätig, genauer gesagt in dem Viertel Pianura.
- Lepre Clan – in den Quartieri Spagnoli im historischen Zentrum Neapels aktiv.
- Licciardi Clan – hauptsächlich in Secondigliano aktiv mit Einfluss auf Scampia, Chiaiano, Miano und San Pietro a Patierno
- Lo Russo Clan – hauptsächlich in Miano aktiv
- Marfella Clan – im westlichen Stadtgebiet von Neapel tätig, genauer gesagt in dem Viertel Pianura.
- Massa Clan – im westlichen Stadtgebiet von Neapel tätig, genauer gesagt in dem Viertel Pianura.
- Mallardo Clan – im Gebiet der Gemeinde von Giugliano in Campania tätig.
- Marco-Carta Clan – hauptsächlich in Secondigliano aktiv
- Marrazzo Clan
- Mazzarella Clan – hauptsächlich im Stadtteil San Giovanni a Teduccio von Neapel tätig.
- Misso Clan – hauptsächlich im Bezirk Sanità des Stadtteils Stella tätig.
- Moccia Clan – im Nordosten von Neapel tätig, genauer gesagt in Afragola, Casoria, Arzano und Caivano.
- Nuvoletta Clan – ist im Norden von Neapel tätig, genauer gesagt im Bereich der Gemeinde Marano di Napoli
- Panico Clan
- Papale Clan
- Pariente Clan
- Perrella Clan
- Piccirillo Clan
- Piccolo Clan
- Puca Clan – sowohl am östlichen Stadtrand von Neapel und in den umliegenden Gebieten, insbesondere in Sant’Antimo und Casandrino aktiv.
- Puccinelli Clan – im Westen von Neapel tätig, genauer gesagt in den Stadtteilen Bagnoli, Fuorigrotta und Soccavo.
- Rinaldi Clan – hauptsächlich im Stadtteil San Giovanni a Teduccio von Neapel tätig.
- Russo Clan (Nola) – im Nordosten von Neapel tätig, genauer gesagt im Bereich der Gemeinde Nola.
- Russo Clan (Quartieri Spagnoli) – in den Quartieri Spagnoli im historischen Zentrum Neapels aktiv.
- Sacco-Bocchetti – im Nordosten von Neapel tätig, genauer gesagt in den Stadtteilen San Pietro a Patierno und Secondigliano.
- Sarno Clan – im östlichen Neapel tätig, genauer gesagt in Ponticelli.
- Scissionisti di Secondigliano
- Scognamillo-Troncone Clan
- Sorrentino Clan – im Westen von Neapel tätig, genauer gesagt in den Stadtteilen Bagnoli, Fuorigrotta und Soccavo.
- Terracciano Clan – in den Quartieri Spagnoli des historischen Zentrums Neapels aktiv.
- Totaro Clan – hauptsächlich im Stadtteil Vomero von Neapel tätig.
- Vanella-Grassi Clan
- Varriale-Mele Clan – hauptsächlich im Stadtteil Vomero von Neapel tätig.
- Verde Clan
- Vollaro Clan – in der Gegend östlich von Neapel tätig, genauer gesagt in Portici und San Sebastiano al Vesuvio.

Camorra-Bündnisse
- Alleanza di Secondigliano
  - Die wichtigsten Clans der Allianz waren der Licciardi-Clan, der Contini-Clan und der Lo-Russo-Clan aus Neapel, sowie der Mallardo-Clan aus Giugliano. Die Allianz wurde von Gennaro Licciardi eingeleitet, der seinen Clan in den frühen 1990er Jahren in Secondigliano (einem nördlichen Vorort von Neapel) aufgebaut hat. Die Köpfe der Allianz waren neben Gennaro Licciardi, Edoardo Contini, Patrizio Bosti, Gaetano Bocchetti, Giuseppe Lo Russo, Marco Armando Carta Il Tedesco und Francesco Mallardo.

- Nuova Camorra Organizzata (NCO)
  - In den 1970er Jahren unter der Führung von Raffaele Cutolo gegründet.

- Nuova Famiglia
  - Die Nuova Famiglia war in den 1980er Jahren eine kriminelle Vereinigung in Verbindung mit der sizilianischen Mafia, ebenfalls gegründet von Raffaele Cutolo.

#### Vereinigte Staaten
Die Camorra existierte in den USA schon zwischen der Mitte des 19. Jahrhunderts und Anfang des 20. Jahrhunderts. Sie wetteiferte in einem Krieg gegen die sizilianisch-stämmige Mafia bzw. der späteren amerikanischen Cosa Nostra, welchen sie jedoch verlor und so schließlich unter der neuen Führung des Sizilianers Salvatore D’Aquila mit der frühen amerikanischen Cosa Nostra verschmolz, was heute als Vorläufer des später als „Gambino-Familie“ klassifizierten Clans gilt.
- Siehe auch Mafia-Camorra-Krieg

Viele Camorra-Mitglieder und Assoziierte flohen aufgrund von Bandenkriegen und der italienischen Justiz aus Italien und wanderten in den 1980er Jahren in die Vereinigten Staaten aus. Im Jahr 1993 schätzte das FBI, dass es circa 200 Camorristi in den Vereinigten Staaten gäbe. Obwohl es so scheint, dass in den Vereinigten Staaten keine Clanstruktur besteht, haben Camorra-Mitglieder eine Dependance in Los Angeles, New York City und Springfield (Massachusetts) gegründet.
Die Camorra ist von allen Gruppen der organisierten Kriminalität in den Vereinigten Staaten die am wenigsten aktive. Trotz dieser Tatsache sind US-Strafverfolgungsbehörden der Ansicht, die Camorra sei ein aufsteigendes kriminelles Unternehmen und besonders gefährlich wegen ihrer Fähigkeit, neue Trends zu schaffen und sich durch neue Allianzen mit anderen kriminellen Organisationen anzupassen.

#### Vereinigtes Königreich
Antonio La Torre aus Aberdeen (Schottland) war der dortige lokale „Don“ der Camorra. Er ist der Bruder von Camorra-Chef Augusto La Torre des La Torre Clans, welcher in Mondragone (Kampanien) seine Basis hatte. Der La Torre Clan war Hunderte Millionen Euro schwer. Antonio betrieb mehrere legitime Geschäfte in Aberdeen, während sein Bruder Augusto dort illegale Geschäfte führte. Er wurde später in Schottland verurteilt und wartet auf seine Auslieferung nach Italien. Augusto wurde im Januar 2003 schließlich zum Pentito und gestand mehr als 40 Morde. Seinem Beispiel folgten später viele seiner Männer.
Giuseppe Baldini, der Vizekonsul der italienischen Regierung in Aberdeen, bestreitet, dass die Camorra noch eine starke Präsenz in Aberdeen hält.

#### Deutschland
In Deutschland ist die Camorra seit den 1980er Jahren verstärkt aktiv. Regionale Brennpunkte liegen in Nordrhein-Westfalen, Baden-Württemberg, Hessen und Bayern. Laut Bundeskriminalamt hielten sich zuletzt 88 mutmaßliche Mitglieder der Organisation aus dem Raum Neapel in Deutschland auf. Am häufigsten waren Mitglieder der Clans Licciardi, Moccia, Cava und Ascione vertreten.
Beispielsweise unterhielten die Corleonesi von der Cosa Nostra, besonders unter dem berüchtigten Boss Salvatore „Totò“ Riina, traditionell enge Verbindungen zur Camorra-Dependance in Baden-Baden. Diese, aus Giugliano in Campania stammend, soll unter ihrem Anführer Sabatino Ciccarelli den Kokainhandel in Deutschland organisiert haben.
Im Jahr 2009 wurden nach großangelegten Razzien in Deutschland und Italien neun Mafiosi der Camorra aus Neapel in Karlsruhe festgenommen. In Offenbach wurde eine gesamte Lagerhalle voll Mafia-Gut sichergestellt. Den verhafteten Beschuldigten wurde vorgeworfen, banden- und gewerbsmäßig betrogen zu haben.
Im Jahr 2010 wurden in Hamburg fünf Angehörige des Camorra-Clans Rinaldi festgenommen. Auch hier wurde wieder gewerbs- und bandenmäßiger Betrug in großem Stil vorgeworfen.

## Die Geschichte der Camorra

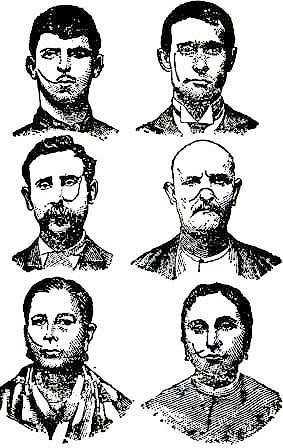
Camorristi in Neapel, 1906

### Das erste Aufsehen
Die Camorra trat das erste Mal bedeutend während des chaotischen Machtvakuums in den Jahren zwischen 1799 und 1815 hervor, als auf die Parthenopäische Republik die Welle der Französischen Revolution und die sogenannten Bourbon-Restaurierung traf. Die erste offizielle Erwähnung der Camorra als Organisation stammt aus dem Jahr 1820, als die Polizei eine Disziplinarsitzung der Camorra – ein Tribunal, bekannt geworden als Gran Mamma – dokumentierte. In diesem Jahr wurde auch erstmals eine schriftliche Satzung namens Il frieno entdeckt, welche eine stabile Organisationsstruktur in der Unterwelt aufzeigt. Eine weitere Satzung einschließlich Initiationsriten und vorgesehene Mittel für die Familien der Inhaftierten wurde im Jahr 1842 entdeckt. Die Organisation wurde nun auch bekannt als Bella Società Riformata, Società dell'Umirtà oder Onorata Società. Die Entwicklung in organisierte Formationen zeigte eine qualitative Veränderung: die Camorristi lebten nicht mehr von lokalem Banden-Diebstahl und Erpressungen; sie hatten jetzt eine feste Struktur und eine Art Hierarchie. Ein weiterer qualitativer Sprung war die Einigkeit zwischen der liberalen Opposition und der Camorra nach der Niederlage in der Revolution von 1848. Die Liberalen erkannten, dass sie Unterstützung der Bevölkerung brauchten, um den König zu stürzen. Sie wandten sich an die Camorra und bezahlten sie, da die Camorristi die Führer der Stadt waren.
Die Camorra hatte sich in einigen Jahrzehnten effektiv zu Machthabern entwickelt. Mit der Niederlage des Bourbonenkönigs brach 1860 der neue Polizeichef in Neapel, Silvio Spaventa, mit der Camorra und versuchte, das Phänomen auszurotten.
Um mehr soziales Ansehen zu gewinnen, war eine der Strategien der Camorra die politische Patronage. Die Familienclans wurden aufgrund ihrer Griffigkeit in der Gemeinde die bevorzugten Ansprechpartner der lokalen Politiker und Beamten. Im Gegenzug nutzten die Familienbosse ihren politischen Einfluss, um sich und ihre Geschäfte gegen die lokalen Behörden zu schützen. Durch eine Mischung aus roher Gewalt, politischem Status und sozialer Führung wurden die Clans der Camorra auf nationaler Ebene zu Vermittlern zwischen der lokalen Bevölkerung, den Bürokraten und Politikern. Sie gewährten Privilegien und Schutz und intervenierten zugunsten ihrer Kunden im Austausch deren Schweigens und Mitwisserschaft gegen die lokalen Behörden und der Polizei. Durch die politischen Verbindungen entwickelten sich die Köpfe der großen neapolitanischen Camorra-Clans zu Machthabern im lokalen und nationalen politischen Kontext, indem sie neapolitanischen Politikern umfassend Wahlunterstützung boten, um im Gegenzug Vorteile für sich und ihre Anhänger zu erhalten.

### Mafia-Camorra-Krieg in New York
Zwischen 1914 und 1918 fand in New York City der sogenannte Mafia-Camorra-Krieg statt. Dieser bezeichnet im Wesentlichen Kämpfe zwischen der neapolitanisch-stämmigen Camorra und der sizilianisch-stämmigen Mafia. Innerhalb der italienischen Gemeinschaft von New York City war East Harlem größtenteils sizilianisch geprägt, während Brooklyn mehrheitlich neapolitanisch war. In Brooklyn bildeten sich die Navy Street Gang mit Alessandro Vollero sowie die Coney Island Gang mit Pellegrino Morano als Oberhaupt. In East Harlem war die bedeutende Morello-Familie ansässig, die als Vorläufer des später als „Genovese-Familie“ klassifizierten Clans gilt. Gegen 1919, nach mehrjährigen wechselseitigen Morden mit ständig wechselnden Koalitionen, verlor die Camorra schließlich aufgrund von Strafprozessen den Krieg. Auch Morano und Vollero wurden verurteilt und nach Italien ausgewiesen. Die sizilianisch-stämmige Mafia übernahm die Kontrolle und die „Neapolitaner“ ordneten sich den neuen Bossen unter.

### Reorganisation nach dem Zweiten Weltkrieg
Als Benito Mussolini 1925 zum Diktator aufstieg, sah die Camorra ihre lokale Vormachtstellung in Gefahr. Ihre Herrschaft wurde unter den Faschisten mit deren radikalen Methoden bekämpft, was durch andere Mafiaorganisationen aus Sizilien und Korsika ausgenutzt wurde. Die Camorra war bis zum Ende des Zweiten Weltkrieges zerbrochen; erst nach dem Sturz Mussolinis erholte sie sich wieder und ihre Macht wuchs erneut, nicht zuletzt auch dank der Entscheidung der US-Navy, in Neapel ihren Hauptstützpunkt für die 6. Flotte nach der alliierten Invasion in Süditalien zu errichten. Die Contrabande, der Schwarzmarkt, blühte auf und von Zigaretten bis zu Fahrzeugen aus dem militärischen Nachschub wurde alles illegal gehandelt. Die Camorra vertrieb die korsischen Banden mit äußerster Aggressivität aus der Gegend, die sie als ihr Gebiet ansah. Mit der Cosa Nostra aus Sizilien konnte man sich meist einigen, auch wurden engere Beziehungen zur amerikanischen Cosa Nostra geknüpft.

### Nuova Camorra Organizzata
| Jahr  | Anzahl Tote |
| 1979  | 100         |
| 1980  | 140         |
| 1981  | 110         |
| 1982  | 264         |
| 1983  | 204         |
| 1984  | 155         |
| 1985  | 98          |
| 1986  | 107         |
| 1987  | 127         |
| 1988  | 168         |
| 1989  | 228         |
| 1990  | 222         |
| 1991  | 223         |
| 1992  | 160         |
| 1993  | 120         |
| 1994  | 115         |
| 1995  | 148         |
| 1996  | 147         |
| 1997  | 130         |
| 1998  | 132         |
| 1999  | 91          |
| 2000  | 118         |
| 2001  | 80          |
| 2002  | 63          |
| 2003  | 83          |
| 2004  | 142         |
| 2005  | 90          |
| 2014  | 19          |
| 2015  | 70          |
| Summe | 3854        |

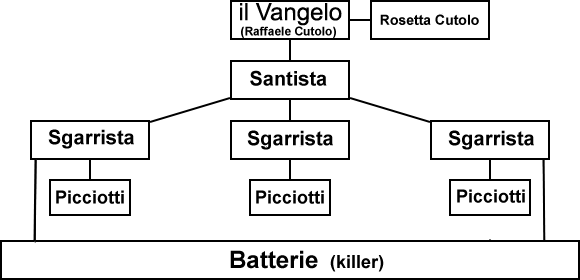
Führungsstruktur der NCO

In den 1970er Jahren gründeten einige Camorristi unter der Führung von Raffaele Cutolo die Nuova Camorra Organizzata (NCO), um die Camorra-Clans in der Art und Weise der sizilianischen Mafia zu vereinigen. Die NCO konnte sich in den Folgejahren erfolgreich gegen die alten Familien durchsetzen. Die Finanzkraft der NCO stieg derart an, dass Cutolo sich nun auch Politiker kaufen konnte, um sich dadurch die Kontrolle über das Baugeschäft und die damit verbundenen kommunalen Aufträge sichern zu können. Das große Erdbeben (Terremoto dell’Irpinia) vom November 1980 tat sein Übriges: Es flossen rund drei Milliarden Euro für den Wiederaufbau aus Rom und dem Ausland nach Kampanien. Der daraufhin ausbrechende Bandenkrieg innerhalb der Camorra um die Verteilung dieser Gelder forderte allein bis zum Mai 1983 ca. 795 Todesopfer, was die Position der Camorra allerdings keineswegs schwächte.
Seit Mitte der 1980er Jahre totgesagt, hat sich die Organisation wieder zusammengefunden und operiert nun auch außerhalb ihres angestammten Territoriums. Trotz der blutigen Auseinandersetzungen zwischen den verschiedenen Clans hat die Camorra bis heute weite Teile der Politik und Wirtschaft Süditaliens unterwandert.
Mitte der 1990er Jahre befanden sich die meisten großen Bosse in Haft. In jüngerer Zeit ist die Organisation jedoch wieder verstärkt in Neapel aktiv und hat die Stadt weitgehend unter ihrer Kontrolle. Jährlich gehen zurzeit mehr als 100 Morde in Neapel auf ihr Konto, die in der Regel unter rivalisierenden Clans verübt werden. Touristen sind normalerweise nur von Kleinkriminalität wie Diebstahl bedroht, vor allem in der historischen Altstadt um den Dom. Dort werden auf Weisung der Camorra keine Motorradhelme getragen, da sich darunter Mitglieder feindlicher Clans mit Attentatsabsichten zu verstecken pflegen. Gegenwärtig wirken in ihr etwa 111 Familien und über 6700 Mitglieder, alle diesbezüglichen Zahlenangaben sind Schätzungen.

### Die Fehde von Scampia
Als Fehde von Scampia (italienisch: La faida di Scampia) bezeichnet man einen Krieg zwischen dem Di Lauro Clan aus Secondigliano und einer abtrünnigen Splittergruppe, den so genannten „Scissionisti di Secondigliano“, welcher in der Nähe von Scampia zwischen 2004 und 2005 ausgetragen wurde. Bei den Kämpfen ging es um die Kontrolle über Drogen und Prostitution in den nördlichen Vororten von Neapel.
Paolo Di Lauro, Chef des Clans, zog sich im Jahr 2002 vor den Behörden in den Untergrund zurück und übertrug die Geschäfte Vincenzo Di Lauro – einem seiner zehn Söhne. Nach der Verhaftung von Vincenzo im Jahr 2004 übernahm Cosimo Di Lauro die Leitung. Einer der lokalen Drogenhändler, Raffaele Amato, widersetzte sich den Regeln und der neuen Arbeitsaufteilung von Cosimo, floh nach Spanien und organisierte einen Aufstand gegen seine ehemaligen Chefs. Die beiden Banden bekämpften sich mit einer Brutalität, welche selbst die Mafiabrutalität gewohnten Carabinieri bestürzte.
Der Innenminister Giuseppe Pisanu entsandte daraufhin 325 zusätzliche Polizisten in die Stadt, die bereits über eine höhere Anzahl an Beamten verfügte als jede andere Stadt Italiens. Am 7. Dezember 2004 wurden bei einer Operation mit circa 1500 Polizisten 52 mutmaßliche Gangster einschließlich Ciro Di Lauro verhaftet. Am 27. Februar 2005 wurde in Spanien der Führer der Scissionisti, Raffaele Amato, festgenommen. Ein weiterer Schlag gelang der Polizei und zivilen Fahndern am 16. September 2005, als mit Paolo Di Lauro einer der wichtigsten Anführer verhaftet werden konnte.
Ende Oktober 2006 begann in Neapel erneut eine Mordserie zwischen 20 konkurrierenden Clans, die in zehn Tagen zwölf Todesopfer forderte. Italiens Innenminister Giuliano Amato kündigte die Entsendung von 1.000 zusätzlichen Polizisten und Carabinieri auf nunmehr über 10.000 Polizeikräfte für Ermittlungen und zur Sicherheit der Touristen an. Die Bürgermeisterin Rosa Russo Iervolino rief die Bürger zu einer Massenmobilisierung gegen die Camorra auf. Sie sieht als deren Nährboden die wachsende Armut an und forderte Wirtschaftsinitiativen von der Regierung mit dem Verweis, dass in Neapel die Arbeitslosenquote 25 Prozent und unter Jugendlichen sogar 50 Prozent betrage. So werde „das organisierte Verbrechen zum Brotgeber für Tausende von Verzweifelten.“
Ein großes Problem bei der Bekämpfung stellen die mangelnden finanziellen Aufwendungen seitens des Staates dar. Im Jahre 2006 wurden bis zum Oktober schon über 700 Morde verübt. Als Ende Oktober 2006 mit zwölf Morden in zehn Tagen ein offen ausgetragener Bandenkrieg eskalierte, erwog Italiens Regierungschef Romano Prodi öffentlich, militärische Truppen in Neapel stationieren zu lassen. Kurzfristige polizeiliche Maßnahmen zur Bekämpfung der Camorra können aber wegen des Personalmangels der neapolitanischen Justiz wiederum nicht bewältigt werden. Im Gegensatz zur Fehde zweier Teile des Di-Lauro-Clans 2004/2005 geht die Mordserie Ende 2006 auf das Konto drogensüchtiger, junger Kleinkrimineller, so Staatsanwalt Corona. Seiner Ansicht nach ist Neapel im Norden und Nordosten eine No-Go-Area geworden. Hoffnung auf Besserung bestünde allein in der Verbesserung der sozialen Lage, alle anderen Maßnahmen seien vergebliche Bemühungen.
Am 14. Dezember 2007 wurde der Clan-Chef Edoardo Contini bei einer großangelegten Anti-Mafia-Operation in Neapel von Carabinieri verhaftet.

### Saviano undGomorrha
Nach der Veröffentlichung von Gomorrha und seines Engagements gegen die organisierte Wirtschaftskriminalität erhielt Roberto Saviano mehrere Morddrohungen. Saviano wurde ab dem 13. Oktober 2006 vom Innenministerium unter Personenschutz gestellt und lebt seitdem versteckt an verschiedenen Orten, die er etwa alle zwei Tage wechseln muss. Er hält nur noch den Kontakt zu seiner Familie aufrecht. Im Oktober 2008 informierte ein Kronzeuge der italienischen Polizei darüber, dass der Camorra-Clan der Casalesi plane, Saviano bis Weihnachten 2008 in seinem Wagen auf der Autobahn zwischen Rom und Neapel mit einer Fernzündung in die Luft zu sprengen. Saviano bezweifelt mittlerweile, ob er seinen Roman noch einmal verfassen würde: „Jeden Morgen frage ich mich, warum ich das gemacht habe, und finde keine Antwort, weiß nicht, ob es das wert war.“ Ebenfalls im Oktober 2008 äußerte er in einem Interview die Vermutung, dass die Camorra nun mit einem Anschlag abwarte, bis seine Popularität nachlasse. Ein normales Leben in der Öffentlichkeit ist ihm nicht mehr möglich, Fluglinien weigern sich, ihn zu befördern, Hotels und Restaurants lassen vor seinem Besuch erst ihre Räume auf Bomben hin durchsuchen.

### Spartacus-Prozess
Der Processo Spartacus (Spartacus-Prozess) war eine Reihe von Strafprozessen, die speziell gegen die Aktivitäten des mächtigen Casalesi Clans der Camorra gerichtet waren. Nach dem Abschluss des zehn Jahre andauernden Prozesses wurden am 19. Juni 2008 36 Mitglieder des Casalesi-Clans aus Casal di Principe wegen Mordes und weiteren Delikten zu Freiheitsstrafen verurteilt.
Die beiden flüchtigen Anführer des Clans, Antonio Iovine und Michele Zagaria, bekamen lebenslange Strafen.
Das Urteil wurde am 15. Januar 2010 vom Obersten Kassationsgerichtshof in Rom bestätigt. Am 31. Oktober 2009 gelang der italienischen Polizei dann die Verhaftung des seit 1995 flüchtigen Salvatore Russo, der gemeinsam mit seinem Bruder als einer der führenden Clan-Chefs galt, denen der Wiederaufbau der Organisation nach den Rückschlägen der frühen 1990er Jahre zugeschrieben wird. Am 17. November 2010 konnte Antonio Iovine in einem Haus in Casal di Principe gefasst werden.

### Castel Volturno Massaker
Das Castel Volturno Massaker, Strage di San Gennaro oder auch Strage di Castelvolturno, ist der von der italienischen Presse gegebene Name des Massakers durch den Casalesi Clan, bei dem am 18. September 2008 sieben Menschen vor einem Laden in Kampanien ums Leben kamen.
Das Massaker war Teil eines wachsenden Konflikt zwischen der Camorra und einer immigrierten afrikanischen Drogenbande. Jedoch war laut Angaben keines der sechs afrikanischen Opfer in kriminelle Aktivitäten verwickelt – sie wurden offenbar nach dem Zufallsprinzip ermordet. Sechs Männer, die im Auftrag von Giuseppe Setola – einem Angehörigen des Casalesi Clans – gehandelt haben sollen, werden als Täter vermutet.
Im Jahr 2011 verurteilte ein Gericht in Santa Maria Capua Vetere den Auftraggeber Giuseppe Setola sowie drei Täter zu lebenslanger und einen weiteren Komplizen zu 23 Jahren Haft.

## Filme und Dokumentationen
- John Wick: Kapitel 2. Spielfilm, USA, 2017, 123 Min., Regie: Chad Stahelski; In diesem Film wird der fiktive Auftragskiller John Wick von der Camorra gejagt, nachdem dieser ein Camorra-Oberhaupt ermordete.
- Gomorrha – Die Serie. Fernsehserie, Italien, seit 2014, 12 Episoden/Staffel, Idee: Roberto Saviano
- Der Gangster-Kodex Episode 4: Die Camorra. Dokureihe, Vereinigtes Königreich, 20. Mär. 2013; Ex-Mafioso Louis Ferrante begibt sich nach Neapel, um mehr über die neapolitanisch-stämmigen Mafiaclans der Camorra zu erfahren.
- Mörderische Gesellschaften – Eine Geschichte der Mafia. Zweiteiliger Dokumentarfilm, Deutschland, 2010/2011, 103 Min., Regie: Bernhard Pfletschinger
- Dreckige Geschäfte – Die Müllmafia in Neapel. Dokumentarfilm, Deutschland, 2010, 44 Min., Regie: Carmen Butta
- Gomorrha – Reise in das Reich der Camorra. Spielfilm, Italien, 2008, 135 Min., Regie: Matteo Garrone
- Camorra Vendetta (OT: Cemento armato). Spielfilm, Italien, 2007, 102 Min., Regie: Marco Martani
- The Professor. (OT: Il camorrista) Drama, Italien, 1986, 186 Min., Regie: Giuseppe Tornatore
- Camorra. (OT: Un complicato intrigo di donne, vicoli e delitti.) Tragikomödie, Drama, Italien, USA, 1985, 104 Min., Lina Wertmüller
- Camorra – Ein Bulle räumt auf (OT: Napoli Violenta.), Spielfilm, Italien, 1976, Regie: Umberto Lenzi
- Die Rache der Camorra (OT: I Guappi.), Spielfilm, Italien, 1974, 126 Min., Regie: Pasquale Squitieri